# Kevin Mariscal
Kevin Gilberto Mariscal Ruvalcaba (ur. 19 maja 2002 w Valle de Banderas) – meksykański piłkarz występujący na pozycji prawego obrońcy, od 2025 roku zawodnik Tlaxcali.